# Kazimierz Franciszek Ostaszewski

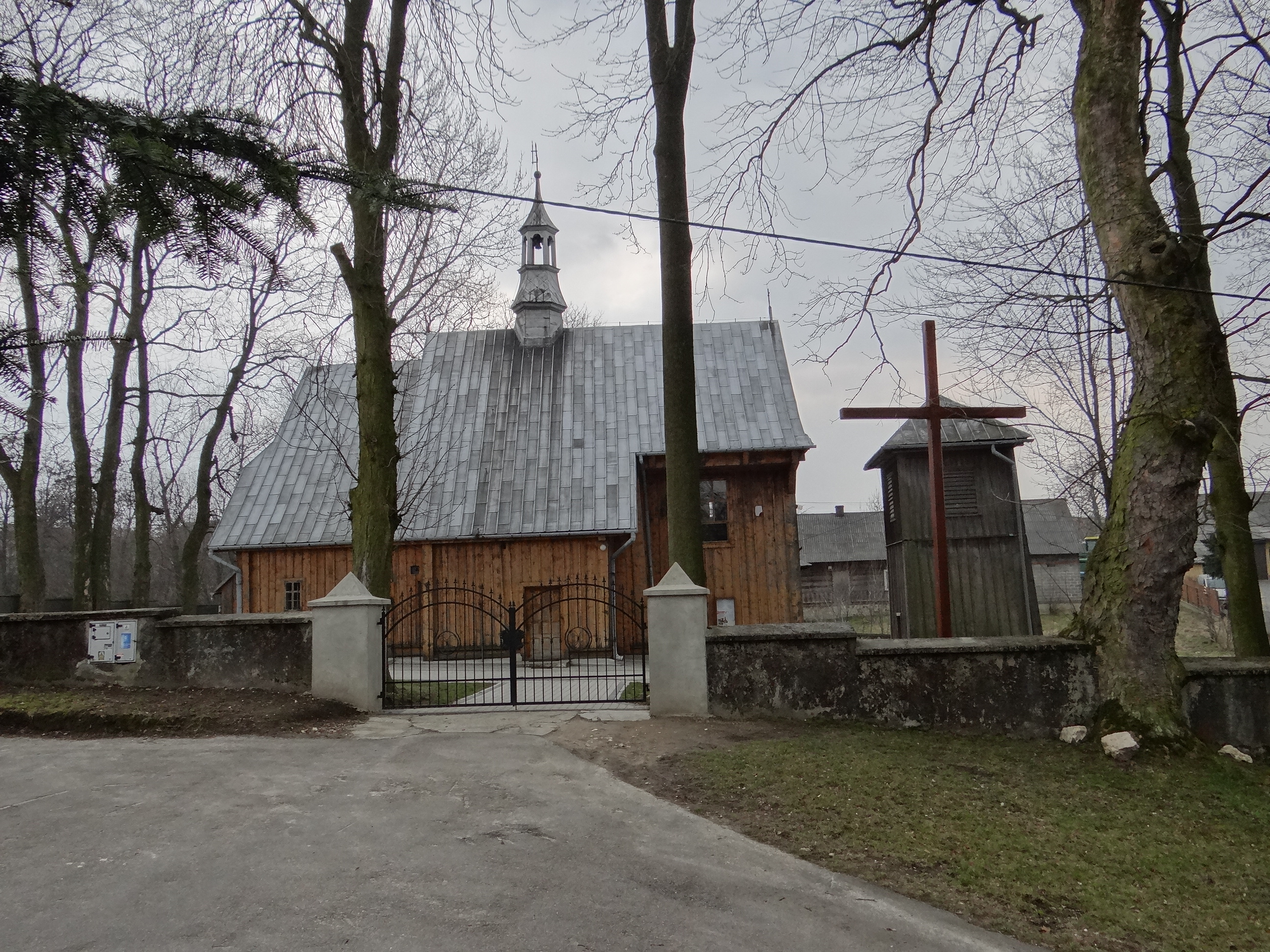
Ulina Wielka

Kazimierz Franciszek Ostaszewski (ur. 24 października 1855 we Ulinie Wielkiej, zm. 22 listopada 1936 w Warszawie) – działacz socjalistyczny, inżynier technolog, właściciel drukarni. 

## Życiorys
Był synem Kazimierza Jędrzeja Ostaszewskiego i Franciszki Zofii Litwińskiej, właścicieli majątku ziemskiego w Ulinie Wielkiej.
Początkowe i średnie wykształcenie otrzymał w prywatnej szkole w Częstochowie i w V Gimnazjum w Warszawie. W 1879 ukończył studia w Petersburskim Instytucie Technologicznym. W czasie studiów należał do istniejącego w Petersburskim Instytucie Technologicznym kółka socjalistycznego Polaków. Korzystając z położenia majątku ojcowskiego w pobliżu Galicji (zabór austriacki) zajmował się ułatwianiem ucieczek i sprowadzaniem bibuły. 
Od 1880 przebywał w Warszawie, gdzie prowadził działalność propagandową w kółkach socjalistycznych, których był członkiem (m.in. przemycał druki rewolucyjne do Petersburga); aresztowany w 1880 skazany został na półtora roku więzienia. Po odbyciu kary (w Warszawie) przeniósł się do Lwowa, gdzie w 1887 przystąpił do spółki z Bolesławem Wysłouchem, współwłaścicielem Drukarni Polskiej (dawniej Drukarni Kuriera Lwowskiego). W 1888 nabył od zarządcy Drukarni Polskiej, K. Huczkowskiego, koncesję na prowadżenie drukarni, wydaną na nazwisko Huczkowskiego. W 1891 uzyskał drugą koncesję i zakupił w tym samym roku drukarnię J. Mittiga we Lwowie. Ponieważ nie posiadał uprawnień zawodowych, uzyskanie przezeń koncesji spowodowało protesty gremium Stowarzyszenia Drukarzy Lwowskich. Po 1918 był inspektorem pracy, członkiem Polskiego Związku Myśli Wolnej i Stowarzyszenia b. Więźniów Politycznych.  